# Lasowice Wielkie (gromada w powiecie malborskim)
Lasowice Wielkie – dawna gromada, czyli najmniejsza jednostka podziału terytorialnego Polskiej Rzeczypospolitej Ludowej w latach 1954–1972.
Gromady, z gromadzkimi radami narodowymi (GRN) jako organami władzy najniższego stopnia na wsi, funkcjonowały od reformy reorganizującej administrację wiejską przeprowadzonej jesienią 1954 do momentu ich zniesienia z dniem 1 stycznia 1973, tym samym wypierając organizację gminną w latach 1954–1972.
Gromadę Lasowice Wielkie z siedzibą GRN w Lasowicach Wielkich utworzono – jako jedną z 8759 gromad na obszarze Polski – w powiecie malborskim w woj. gdańskim na mocy uchwały nr 21/III/54 WRN w Gdańsku z dnia 5 października 1954. W skład jednostki weszły obszary dotychczasowych gromad Lasowice Wielkie, Lasowice Małe, Pielica i Szawałd ze zniesionej gminy Myszewo oraz obszary dotychczasowych gromad Tragamin i Martąg ze zniesionej gminy Nowy Staw w tymże powiecie. Dla gromady ustalono 12 członków gromadzkiej rady narodowej.
1 stycznia 1960 gromadę zniesiono, a jej obszar włączono do gromad: Kałdowo (miejscowości Lasowice Wielkie, Lasowice Małe, Szawałd, Pielica, Kamionka-Przystanek i Tragamin) i Nowy Staw (miejscowość Martąg) w tymże powiecie.